# William Voss
William Voss ist ein deutscher Stummfilm aus dem Jahr 1915 von Rudolf Meinert.

## Handlung
Graf Lordion Chamberley ist ein alter, gebrechlicher und kränkelnder Mann. Gegen eine Leibrente vermacht er all seine Habe dem Verein „Nächstenliebe“. Merkwürdigerweise will der alte Adelige einfach nicht sterben, und nach zehn Jahren wird es dem Verein zu bunt, und man engagiert den Detektiv Holmes, um dieser mysteriösen Angelegenheit nachzugehen.
Dieser macht sich auf die Spur und entdeckt Phantastisches: Chamberleys Diener William Voss wollte unbedingt in den Besitz des Millionenvermögens seines Herrn gelangen. Und so baute er zunächst eine Prothese und schließlich einen ganzen Menschen – Graf Chamberley – nach, der schließlich das Ableben seines Herrn kaschieren und als mechanische Puppe den toten Grafen ersetzt hat. Detektiv Holmes entlarvt den Schwindler und beendet den Spuk.

## Produktionsnotizen
William Voss, manchmal auch William Voß und mit dem Untertitel: Der Millionendieb benannt, wurde zum Jahresende 1915 gedreht. Der ursprünglich drei, später (bei der Neuzensur im Oktober 1921) vier Akte lange Film entstand nach einer Idee von Ladislaus Turszinsky, passierte die Erstzensur im Dezember 1915 und wurde am 6. Januar 1916 uraufgeführt. In Wien konnte man William Voss ab dem 31. März 1916 sehen.

## Kritiken
In Paimann’s Filmlisten ist zu lesen: „Stoff sehr interessant, Photos, Spiel und Szenerie prima.“